# 琼美卡随想录
《琼美卡随想录》是木心写的一本散文集，共收录46篇文章。本书于2006年首次在中国大陆出版发行，比较特别的是书中所有文章都使用两个字作为标题，其中第二辑的〈嗻语〉、〈俳句〉、〈风言〉为早期自由句作品，影响了日后的自由句运动。